# Kultura Hrvata Bosne i Hercegovine
Ovo je članak o kulturi Hrvata Bosne i Hercegovine. Ovaj članak je dio serije o kulturi Hrvata Bosne i Hercegovine, koja ima posebne, detaljne članake za sve ove teme. Ovaj članak se bavi kulturom hrvatskog naroda na teritoriju današnje Bosne i Hercegovine, od njegova dolaska na to područje do danas. Ilirsko naslijeđe se od sva tri konstitutivna naroda u BiH najduže i najviše očuvalo kod Hrvata. Polifono pjevanje, tetoviranje i nijemo kolo relikti su ilirske kulture.

## Religija
Hrvatski narod u Bosni i Hercegovini razvio se iz dijelova hrvatskih plemena i rodova koji su naseljavali područja zapadne, jugozapadne i središnje Bosne, odnosno prostore između rijeka Une, Save i donjeg toka Drine, a na drugoj strani prostor oko rijeke Neretve, područja zapadne, južne i sjeverne Hercegovine. Hrvatska etnička zajednica oblikovala se u poseban narod, u feudalnom smislu, pod utjecajem katoličanstva, vezanosti uz Bosnu i Hercegovinu kao domovinu, te posebnog položaja u sustavu osmanske vladavine. Hrvati Bosne i Hercegovine su pretežno katolici. Svoju su vjeru s izrazitim žarom očuvali kroz mnoga teška povijesna razdoblja, a zajedno s njom, očuvali su i svoj nacionalni identitet. 
Vrhbosanska nadbiskupija ima svoje sjedište u Sarajevu, koje je tadašnji papa Ivan Pavao II. već pohodio 1997. godine. Zaštitnik katedrale i nadbiskupije je Presveto Srce Isusovo. Sarajevo je ne samo sjedište nadbiskupije i metropolije, nego i mnogih redovničkih kuća matica, muških i ženskih: franjevačke provincije Bosne Srebrene, sestara Služavki Maloga Isusa, jedine autohtone ženske družbe u BiH, koju je osnovao prvi Vrhbosanski nadbiskup Josip Stadler, Milosrdnica sv. Vinka Paulskog, Školske sestre franjevke. U njemu se nalaze i dvije bogoslovije: dijecezanska Vrhbosanska i franjevačka s visokim teološkim školama. 
Na području nadbiskupije djeluju i dva dječačka sjemeništa: dijecezansko u Travniku i franjevačko u Visokom. U pastoralnom radu nadbiskupije osim dijecezanskog klera djeluje i više redovničkih zajednica: najbrojniji su franjevci Bosne Srebrene, a nekoliko župa vode oci isusovci, salezijanci i dominikanci. Osim spomenutih redovničkih zajednica u Vrhbosanskoj nadbiskupiji imaju svoje samostane i sestre karmelićanke te klarise. Kao glavni grad BiH, Sarajevo ima povlasticu da je u njemu sjedište Veleposlanstva Svete Stolice. 
Nadbiskupija je prije rata imala 528.000 vjernika, a danas manje od polovice predratnog broja vjernika tj. oko 215.000 vjernika. Crkvene ustanove izdaju jedan vjerski tjednik, jedan mjesečnik i nekoliko časopisa. Katolička crkva na području današnje Vrhbosanske nadbiskupije, kao uostalom i u drugim biskupijama u BiH dala je tijekom povijesti mnoštvo mučenika, kako svećenika tako i vjernika laika, ali su njihova imena, nažalost, uglavnom nepoznata i zaboravljena.
Bilo je i drugih uzornih vjernika, a za neke od njih vodi se postupak za proglašenje svetima. To su sluga Božji sjemeništarac Petar Barbarić, pet redovnica iz družbe Kćeri Božje ljubavi, poznate kao Drinske mučenice (pogubljene 1941. godine), te prvi Vrhbosanski nadbiskup dr. Josip Stadler, čija je kauza upravo otvorena. Nadbiskup je Vinko kardinal Puljić, a nadbiskupijom upravlja od 1991. godine. Tri godine kasnije imenovan je kardinalom. Pomoćni biskup je mons. dr. Pero Sudar. Postoji i Stolni kaptol s četiri kanonika. Nadbiskupija vodi i pet školskih centara (Sarajevo, Travnik, Zenica, Tuzla i Žepče) u kojima se školuju učenici svih nacionalnih i vjerskih pripadnosti.
Banjalučka biskupija osnovana je 5. srpnja 1881. godine bulom pape Leona XIII. Ex hac augusta. Katedralna crkva je posvećena sv. Bonaventuri. Ima oko 450 župa u šest dekanata koje pastoriziraju dijecezanski svećenici i franjevci, a jednu župu trenutno vode trapisti iz samostana Marija Zvijezda. Broj katolika je jako opao zbog izgona devedesetih godina prošloga stoljeća, tako da ih sada na području cijele biskupije živi samo 42.000 vjernika. Tu su se događali strašni zločini, pa je biskupija izgubila preko 800 vjernika, većinom nedužnih civila, koji su ubijeni, a među njima sedam svećenika i jedna redovnica.
Postoji nekoliko muških redovničkih družbi u Banjalučkoj biskupiji. Trapisti imaju svoj nekoć veoma ugledni samostan Marija Zvijezda, osnovan 1869. godine, a franjevci ih imaju tri: Petrićevac, Jajce i Livno. Od ženskih redovničkih družbi na području biskupije djeluju Klanjateljice Krvi Kristove, Milosrdnice sv. Vinka Paulskog, Školske sestre svetog Franje, Kćeri Božje ljubavi, te Benediktinke od Prečistog Srca Marijina. Biskup je mons. dr. Franjo Komarica. Za biskupa je posvećen 1986. godine, i tri je godine bio pomoćni biskup Alfredu Pichleru, a upravu biskupije je preuzeo 1989. godine. 
Banjalučka biskupija je u Drugom svjetskom ratu i poraću, kao i u najnovijim sukobima 1990-ih godina dala puno mučenika, a izgubila je najviše klera od svih (nad)biskupija na području tadašnje države. Ipak, nitko od njih nije službeno proglašen svetim, a dr. Ivan Merz je proglašen blaženim.
Mostarsko-duvanjska biskupija osnovana je istovremeno s banjolučkom 1881. godine, a u svome imenu čuva uspomenu na nekadašnju biskupiju u Duvnu. Zajedno s trebinjskom biskupijom, koja je uspjela nadživjeti sve vrijeme turske vladavine, obuhvaća Hercegovinu, tj. južni dio države Bosne i Hercegovine. Mostarski biskup je ujedno i trajni upravitelj trebinjske biskupije, od 1890. godine. Pastoralnu službu u mostarskoj biskupiji obavljaju dijecezanski svećenici i franjevci, dok u trebinjskoj franjevaca nema. U biskupiji Mostar-Duvno trenutno živi oko 215.000 vjernika. Na području biskupije izlaze dva vjerska mjesečnika za puk. Biskup je mons. dr. Petar Palić (od 2020. godine), koji je ujedno i apostolski upravitelj trebinjske biskupije, službeni mu je naziv: biskup mostarsko-duvanjski i apostolski upravitelj trebinjsko-mrkanski. Trebinjsko-mrkanska biskupija je najstarija je i najmanja u cijeloj Bosni i Hercegovini. Osnovana je prije 1022. godine. Ima oko 20.000 vjernika. Pastoralnu službu obavljaju samo dijecezanski svećenici. Puni joj je naziv trebinjsko-mrkanska, jer je u tursko doba neko vrijeme sjedište biskupije bilo na otočiću Mrkan kod Dubrovnika.
Svjetski je poznato Gospino svetište u Međugorju, gdje se od 1981. prema navodima određenih mještana događaju čudesna ukazanja i ozdravljenja. Samo svetište ima velik značaj za bosanskohercegovačke Hrvate. Zahvaljujući Gospinim ukazanjima, Međugorje je od obične seoske župe postalo mjesto okupljanja mnoštva hodočasnika iz cijelog svijeta (u prvih 20 godina preko 20 milijuna) i time jedno od najvećih svjetskih molitvenih središta, usporedivih s Lourdesom i Fatimom. Nebrojena svjedočanstva hodočasnika govore o tome kako su upravo na ovom mjestu pronašli vjeru i mir.

## Umjetnost
U porječju Neretve, helenizirano ilirsko pleme Daorsa širilo je grčki utjecaj. Njihov glavni grad Daorson na Ošanićima kod Stoca predstavlja danas najznačajnije kulturno središte staroga vijeka u BiH. Tu se osobito ističe megalitski zid podignut krajem IV. st. pr. Kr., a sastavljen od velikih trapezastih blokova kamena. Razorili su ga Rimljani u I. stoljeću prije Krista koji se tada učvršćuju u ovim krajevima. U Bosni i Hercegovini Rimljani su izgradili više manjih hramova dekoriranih reljefima. Kompleks stepenastog svetišta u Gradcu pored Posušja iz 184. g. je imao mramorni hram posvećen nedavno preminulom caru Marku Aureliju. Na mnogim reljefima osjeti se naturalizam domaćih umjetnika, a na mozaicima helenistički utjecaj, posebice na onima pronađenim u vilama blizu Stoca (druga polovica IV. stoljeća). Kasnorimska umjetnost u BiH je obilježena gradnjom vila, kršćanskih mauzoleja, bazilika i oratorija kao: Mauzolej u Šipovu blizu Jajca i Vila Mogorjelo blizu Čapljine (rano IV. stoljeće). Skulpture koje smo nasijedili su: Helenistički reljef Minerve, Jupitera i genija zaštitnika iz Šipova (II. st.) i ekstremno barbarski stiliziran reljef Četiri prijatelja iz Zenice (kraj IV. stoljeća).
U BiH je utjecaj romanike stizao iz Hrvatske i nikada nije bio prihvaćen u potpunosti, samo su se koristili neki od elemenata. Npr. Toranj sv. Luke u Jajcu (XV. stoljeće) ili motivi sa stećaka. Ono malo spomenika s romaničkim elementima koji su sačuvani potječu iz kasnijih godina. Od gotičkih spomenika, osim otvora i polukontrafora na dvorcu u Kraljevoj Sutjesci, očuvali su se mnogobrojni nadgrobni spomenici, poznatiji kao stećci. Oni su u dugom razdoblju od XIII. do XVI. stoljeća posjedovali i elemente Romanike (križ, arkade s polukružnim lukovima, sunce, polumjesec itd.) i Gotike (arkade sa šiljastim lukovima, vitezovi-konjanici, štit, mač, ljiljan itd.). Motivi sa stećaka vjerojatno nisu izvorni nego su preuzeti kao oblikovani predlošci iz udaljenih i stranih sredina. Vrijedni ilumirani rukopisi bosanskog podrijetla nastaju u to vrijeme. Najkarakterističniji za našu kulturu viteške Europe je misal Hrvoja Vukčića-Hrvatinića, bosanskog vojvode i hercega splitskog. To djelo je Splitske izrade – raskošan rukopis s brojnim minijaturama. U trenutku uvođenja renesanse, u BiH prodiru Turci koji su zaustavljeni 1493. na Krbavskom polju. Oni donose potpuno novi utjecaj istočnjačke umjetnosti u BiH.
U XV. i XVI. stoljeću, cijela je Bosna i Hercegovina bila pod turskom vlašću koja je gotovo potpuno zatomila utjecaje renesanse i baroka (osim u bibliotekama u osamljenim  franjevačkim samostanima u Visokom, Kreševu, Fojnici, Kraljevoj Sutjesci itd.), no zato je pogodovala razvoju islamske umjetnosti u tim krajevima. Točnije, sve od XV. do XIX. stoljeća na prostoru BiH koegzistiraju tri umjetničke tradicije: renesansno-katolička, bizantsko-pravoslavna (prepisivanje i iluminiranje Evanđelja i rukopisa, kao i slikanje ikona) i najjača, islamsko-turska.Jedan od vrhunaca islamske arhitekture je most majstora Hajrudina u Mostaru (Stari most), podignut 1567. Luk preko Neretve raspona 29 m, na najvišoj točki, visine 19,5 m, se lagano prelama stvarajući dojam da je još viši i krhkiji, kao gotičke građevine. Most je bio važan u islamskoj arhitekturi, ne samo što traži veliku inventivnost graditelja, nego zbog simboličnog značenja posrednika između neba i zemlje.
Nakon austrougarske okupacije 1878. godine, u BiH stižu prvi umjetnici iz Monarhije koji pomalo oživljavaju umjetničku scenu u BiH. Intenzivna građevna djelatnost se izrazila u modernizaciji i strukturalnoj transformaciji bosanskohercegovačkih gradova. Arhitektura je obilježena eklektičnim neostilovima (klasicizam, renesansa, barok, pa čak romanika i gotika). Jedinstven neostil je orijentalna eklektika zasnovana na elementima islamsko-maurske arhitekture, koja je strana mjerilima i dimenzijama zatečenih gradskih ambijenata (Gradska vijećnica u Sarajevu, Gimnazija u Mostaru, Dom umirovljenika u Travniku itd.). 
Prvi domaći slikari upućuju se na europske akademije (Beč, München, Prag, Krakov, Budimpešta i Pariz) što im omogućuju stipendije Hrvatskog kulturnog društva Napredak. Svi ti đaci (najpoznatiji Gabrijel Jurkić, Branko Radulović i Petar Šain, itd.) nose pečat tamošnjeg akademizma te koketiraju s impresionizmom i poentilizmom. Skulptura je svedena na memorijalne portrete, većinom cara Franje Josipa I. od kojih su najbolji Roberta Frangeša Mihanovića (autor i simboličkih skulptura Prosvjeta i Snaga na ulazu Napretkovog doma u Sarajevu) i Sputani genije Rudolfa Valdeca na grobu S. S. Kranjčevića. Godine 1917., nakon velike Izložbe umjetnika iz Bosne i Hercegovine prevlast domaće umjetnosti je postala očigledna. Najmodernija opredjeljenja predstavljali su ekspresionizam i sezanizam.
Nakon završetka I. svjetskog rata osniva se Društvo umjetnika SHS, te se organiziraju brojne izložbe i osnivaju likovne udruge kao Blažujska slikarska kolonija Vladimira Becića. Učesnici te kolonije rano stižu do apstrakcije (oko 1920. godine) dok je Karlo Mijić, odan koloristički jakim figurativnim pejzažima, možda ponajbolji slikar dvadesetih i tridesetih godina u cijeloj Kraljevini Jugoslaviji. Kod njega se utjecaji secesije i impresionizma miješaju s njemačkim ekspresionizmom. 
Tridesetih godina nastupaju arhitekti povedeni idejama funkcionalizma, humane arhitekture i Bauhausa. Takva arhitektura objedinjuje funkciju, sadržaj i formu, te nemaju nepotrebnih plastičnih ukrasa, a oblikovanje čistih kubusa oživljeni su ritmom otvora i primjenom suvremenih konstrukcija (bivši Radnički dom u Mostaru Drage Iblera). Nakon II. svjetskog rata, još 1945. god. osniva se ULUBiH, Državna škola za slikarstvo i Umjetnička galerija u Sarajevu. Arhitektonski regionalizam 1970-ih se očituje u zgradama kao što su robna kuća Razvitak u Mostaru (1970., A. Paljaga) ili Robna kuća u Jajcu (1976., R. Jadrić, Dž. Karić i N. Kurto). Dok se funkcionalizam još prepoznaje u višestruko nagrađivanom hotelu Ruža u Mostaru (1979., Z. Ugljen) i u Športskoj dvorani Gripe u Splitu (1980., Ž. Janković i S. Rozić).

## Književnost
Prvi jezični spomenici na slavenskom jeziku na području Bosne i Hercegovine potječu iz XI. ili XII. stoljeća. Radi se uglavnom i epigrafici, natpisima uklesanima u kamenu, od kojih je najstarija i najpoznatija Humačka ploča, u Humcu kod Ljubuškoga. Prvotno pismo u staroj, predosmanskoj bosanskoj političkoj jedinici bijaše glagoljica, na kojoj su napisani (najvjerojatnije na području sadašnje Hercegovine) i poznati Mihanovićev i Grškovićev fragment apostola, no koju je ubrzo zamijenila domaća varijanta ćirilice, tzv. bosančica, na kojoj je napisan veći dio tekstova sve do 16. stoljeća. Najstarija se bosansko-humska književnost veže uz primanje kršćanstva i uporabu crkvenoslavenskoga jezika u bogoslužne svrhe. Korpus bosansko-humske pismenosti u predturskom (cca. 1100. – 1463.) možemo podijeliti u tri velike skupine. Prvu kategoriju čine tekstovi krstjana, ili pripadnika Crkve bosanske, nastali uglavnom u XIV. i XV. stoljeću. U drugu kategoriju spadaju diplomatsko-pravni tekstovi (ugovori o trgovini, ugovori između bosanskih banova i kraljeva s Dubrovnikom i drugim gradovima, međusobna prepiska vlastele), s početkom u XII. stoljeću (povelja Kulina bana iz 1189. godine), no najbrojnijim korpusom tekstova nastalim u XIV. i XV. stoljeću. Najznačajniji su dokumenti narodnoga jezika na području koje pokriva sadašnja Bosna i Hercegovina natpisi na mramorovima ili stećcima. Po raznim brojanjima, stećaka ima oko 60.000, a najveće su nekropole mramorova ili biliga u Hercegovini (šire područje mjesta: Stolac, Široki Brijeg, Mostar, Konjic...) i Bosni (Vareš, Kraljeva Sutjeska, Kakanj, Zenica...).
Uz dušobrižništvo bosanski franjevci su među Hrvate Bosne i Hercegovine širili prosvjetu i kulturu. Tijekom povijesti mijenjajući granice (posebno u drugoj polovici XVIII. stoljeća, nakon oslobođenja Slavonije i Dalmacije), Bosna Srebrena je u najvažnijem razdoblju svoga postojanja (koje se proteže preko 300 godina) obuhvatila pod svojom jurisdikcijom najveći broj Hrvata štokavskoga (dijelom i čakavskoga) narječja i vitalnom spisateljskom, prosvjetnom i općedruštvenom djelatnošću znatno doprinijela očuvanju i homogenizaciji hrvatskoga naroda. Književnost bosanskih franjevaca obuhvaća: nabožna djela (molitvenici, katekizmi, zbirke propovijedi, životi svetaca), samostanske ljetopise, prva povijesna djela, pjesnička i memoarska djela, putopise, gramatike latinskoga i hrvatskoga jezika i leksikografska djela koja su mahom ostala u rukopisu. Franjevci svoj jezik zovu najčešće slovinskim ili ilirskim, a češće hrvatskim. Književnopovijesna istraživanja su došla do suglasja u sljedećim točkama: odgojiteljski, nacionalno-prosvjetni i općecivilizacijski rad franjevaca je neprocjenjiv, malen je dio književne produkcije Bosne Srebrene još živ i životan, spisateljska djelatnost bosanskih franjevaca je integralni dio jezikoslovlja i povijesne znanosti. Najpoznatiji hrvatski pisci iz franjevačke provincije Bosne Srebrene su Matija Divković, Ivan Ančić, Pavao Posilović, Ivan Bandulavić, Stjepan Matijević, Filip Lastrić, Lovro Šitović Ljubušak, Marko Dobretić, Stjepan Margitić, Toma Babić, Bono Benić, Nikola Lašvanin, Ivan Franjo Jukić, Grga Martić, Jako Baltić, Vice Vicić, Martin Nedić.
Najpoznatiji pokretači i nositelji hrvatskog narodnog preporoda u Bosni i Hercegovini koji su djelovali pod izravnim utjecajem Gaja i ostalih iliraca i koji su surađivali u Novinama horvatskim, slavonskim i dalmatinskim, kao i u njihovu kulturnom prilogu Danici, bili su Ivan Franjo Jukić, Grgo Martić, Martin Nedić i Marijan Šunjić. U dva navrata, 1840. i 1848., na poticaj Ivana Franje Jukića trebalo je osnovati književno društvo pod imenom "Kolo bosansko", ali kako su turske vlasti zabranjivale takvu ideju, a ni među franjevačkim vodstvom nije bilo jedinstva, ta nakana nije ostvarena. Gradnjom crkvi i samostana te škola i katoličkih učionica otpočeo je kulturni preporod u Hercegovini. Zahvaljujući osnutku prve hrvatske tiskare u Bosni i Hercegovine, 1872. u Mostaru, taj je proces još ubrzaniji. Tiskara je imala veliku ulogu u prosvjećivanju hrvatskog naroda i razvijanju hrvatske narodne svijesti. Uz franjevce u preporodna gibanja uključuje se i hrvatsko građanstvo. Osniva se niz organizacija i društava koja ističu nacionalnu hrvatsku pripadnost u svom nazivu, a preko njih hrvatsko ime prodire u hrvatski narod koji postaje svjestan svoje nacionalne pripadnosti. Uz društva se osnivaju čitaonice i knjižnice, u kojima se čitaju knjige, novine i kalendari, a održavaju se i tečajevi opismenjavanja. Središte hrvatske politike prelazi iz ruku hercegovačkih franjevaca i Mostara u Sarajevo, u kojem je bila smještena većina hrvatske inteligencije, trgovaca i obrtnika. Uključivanje inteligencije, svećenstva, trgovaca, obrtnika, građana i seljaka u preporodna gibanja značilo je ostvarenje preporodne ideje.
Najčešće je problematizirana tema pripadnosti autora islamske vjeroispovijesti hrvatskoj književnosti odnosno osporavanje statusa Bašagića, Dizdara, Ćazima Ćatića, Nametka, Čolakovića, Muradbegovića, Durakovića i drugih kao hrvatskih spisatelja. Da bi se odgovorilo na prigovore koji se najčešće upućuju zbog uvrštavanja autora iz islamskoga civilizacijskoga kruga u korpus hrvatske književnosti (što nije hiroviti postupak urednika ili nakladnika, nego je jednostavna bibliografska činjenica koja se ne može i neće svojevoljno mijenjati), valja najprije definirati opće odrednice koje određuju pripadnost nekoj nacionalnoj književnosti. Jednostavno, ti su književnici svoje djelo svjesno utkali u korpus hrvatske književnosti, crpili su iz njega izražajne oblike i primali utjecaje značajnijih hrvatskih autora, nacionalno se izjašnjavali Hrvatima i pisali su na hrvatskom jeziku. Autori od Bašagića i Ćazima Ćatića do Nametka i Durakovića smatrali su da njihova djela ne pripadaju nijednoj književnosti osim hrvatskoj, a oni sami nijednom narodu osim hrvatskom. Također je i jezik dotičnih autora hrvatski književni jezik, u mnogim elementima s manje turcizama nego jezik drugih bosanskohercegovačkih hrvatskih pripovjedača. Stoga se utemeljeno može reći da su svi prigovori o uključivanju muslimanskih pisaca u kanon hrvatske književnosti potpuno ništavni. Najbolje je rješenje koje je izabrala hrvatska kulturna javnost, a to je da muslimanski autori koji se ne mogu izrijekom izjasniti o svojoj književnoj pripadnosti pripadaju, uz hrvatsku, i bošnjačkoj nacionalnoj literaturi.
Hrvatska suvremena književnost u Bosni i Hercegovini je dala veliki broj istaknutih stvaratelja: pjesnika, pripovjedača, novelista, romansijera, dramskih pisaca, književnih kritičara, esejista, memoarista, prevoditelja. Većina njih u čežnji za osobnom afirmacijom na polju književnosti, zbog zaposlenja ili školovanja, zbog nerazumijevanja ili zbog nemogućnosti objavljivanja u matičnoj sredini, i iz nekih drugih razloga, odlazila je u veće kulturne centre u zemlji izvan nje. Hrvaski književnici većinom su odlazili u Zagreb. Najrazvijeniji kulturni, centri u Bosni i Hercegovini, Sarajevo, Mostar, Banja Luka i Tuzla, dugo vremena nisu mogli da zadovolje njihove kulturne potrebe u onom opsegu koliko su to oni željeli. Radeći istodobno na svom osobnom uzdizanju i na širenju i razvijanju književne kulture u narodu, pisci hrvatske književnosti u Bosni i Hercegovini čine nevjerojatan poduhvat. Najsnažniji trag u suvremenoj bosanskohercegovačkoj književnosti ostavio je novopovijesni tip proze i poezije. Motivi okretanja pisaca ka prošlosti počivali su u nastojanju da se posredstvom dekora povijesnog vremena kao alegorijskih kulisa kazuje istina o našem današnjem dobu i njegovim dramama, kakav je slučaj kod mnogih pisaca među kojima su svakako najpoznatiji Ivo Andrić, Antun Branko Šimić, Mak Dizdar, Nikola Šop, Anđelko Vuletić, Veselko Koroman i drugi. Društvo hrvatskih književnika Herceg-Bosne je osnovano 1993. godine kao dobrovoljna izvanstranačka organizacija književnika koji žive i djeluju na području Bosne i Hercegovine i književnika koji žive i djeluju izvan njenog područja, a rođeni su u njoj.
Najpoznatiji književnici iz Bosne i Hercegovine, koji su pisali na hrvatskom jeziku su: Ivo Andrić, Ivan Aralica, Toma Babić, Safvet-beg Bašagić, Enver Čolaković, Musa Ćazim Ćatić, Matija Divković, Mak Dizdar, Asaf Duraković, Fadil Hadžić, Nusret Idrizović, Lucijan Kordić, Miljenko Jergović, Lucijan Kordić, Veselko Koroman, Mirko Kovač, Ivo Kozarčanin, Silvije Strahimir Kranjčević, Jakša Kušan, Tomislav Ladan, Filip Lastrić, Vitomir Lukić, Grgo Martić, Matija Mažuranić, Ahmed Muradbegović, Alija Nametak, Zvonimir Remeta, Novak Šimić, Antun Branko Šimić, Lovro Šitović Ljubušak, Nikola Šop, Anđelko Vuletić.

## Glazba
Do osmanlijskog zauzimanja Bosne, pa zatim i Hercegovine, srednjovjekovna bosanska država imala je stalne dodire sa srednjom Europom i Italijom, poglavito preko Dubrovnika. U to doba u crkvama i samostanima te na dvorovima velikaša, banova i kraljeva postoje začetci glazbene umjetnosti. Prvi izvori o bosanskim umjetnicima, sviračima i plesačima hrvatske krvi i imena nađeni su u Dubrovačkom arhivu iz početka XV. stoljeća. Herceg Stjepan Vukčić Kosača imao je na svom dvoru godine 1442. čitav orkestar frulaša, a u njegovoj oporuci stoji da je imao i orgulje, vjerojatno prve na području Bosne i Hercegovine. O crkvenoj glazbi, poglavito onoj Crkve bosanske nema nikakvih podataka. 
Za četiri stoljeća osmanlijske vlasti nema također izvora koji bi govorili o glazbenim djelatnostima, osim onih u narodu i među franjevcima. Spominje se samo da je Franjo Bosanac, prebjeg iz Bosne djelovao u Italiji u prvoj polovici XVI. stoljeća. Ostavio je iza sebe više djela skladanih za lutnju i tako ušao u povijest europske glazbe. Međutim, bosanskohercegovački franjevci, školovani uglavnom u Italiji, njegovali su u svojim samostanima u Kraljevoj Sutjesci, Kreševu, Fojnici i Sarajevu i crkvenu glazbu. U XVII. stoljeću spominje se Mato Banjalučanin te u XVIII. Vice Vicić, koji su i skladali crkvenu glazbu i mise.
Kad je po aneksiji Bosne i Hercegovine 1878. godine opet uspostavljena sveza s Europom, naravno preko Hrvatske, odnosno Austro-Ugarske, počinje postupno opet glazbena djelatnost koju vode uglavnom doseljeni Hrvati, Česi i vojnički glazbenici. Zapisano je kako su  1881. godine u Banjoj Luci i Sarajevu održani i prvi koncerti. Nositelj glazbenog života Bosne i Hercegovine u prvoj polovici XX. stoljeća je bio Čeh Franjo Matejovsky. On osniva i prvu glazbenu školu u Sarajevu 1908. godine, a vodio je zborove i skladao pod utjecajem bosanske narodne glazbe.
Domaće stanovništvo se u ovom periodu počinje uključivati u kulturne i umjetničke aktivnosti, najčešće u okviru čitaonica, gdje se povremeno izvode programi s glazbenim točkama. Ubrzo se, međutim, usporedno s buđenjem nacionalne svijesti, javlja težnja za sustavnim njegovanjem pjesme pa dolazi do osnivanja čitavog niza pjevačkih društava. Ona su okupila širok krug članova i predstavljala u to vrijeme žarište glazbenog života.
Na društvenim koncertima, pored pjevačkih zborova, nastupali su i pojedini solisti, a neka su društva imala i svoje tamburaške sastave ili različite instrumentalne ansamble. Utemeljena su hrvatska pjevačka društva: Hrvoje (Mostar, 1889.), Trebević (Sarajevo, 1894.), Majevica (Tuzla, 1896.) i Nada (Banja Luka, 1898.).
Veći napredak zabilježila je glazbena umjetnost u Sarajevu poslije 1918. godine godine kada je osnovana Oblasna glazbena škola i Sarajevska filharmonija 1923. godine i počeo sustavniji rad sarajevskog kazališta koje je preimenovano u "pozorište". Od 1928. godine ono izvodi i operni program. Uz već spomenutog Matejovskog djeluju i drugi skladatelji poput Jungića, Pardeša, Majera i Demetera.
Glazbeni život u Bosni i Hercegovini postaje bogatiji osnivanjem stalnog opernog sastava u Sarajevu 1946., Glazbene akademije 1955. i Simfonijskog orkestra RTV Sarajeva 1962. godine. I dok su pri osnivanju tih glazbenih institucija uposleni umjetnici uglavnom izvan Bosne i Hercegovine, uskoro su iškolovani i domaći kadrovi koji preuzimaju zborove, orkestre, glazbene škole, a počinju objavljivati svoje radove i skladatelji, poglavito oni koje svoje radove zasnivaju na narodnoj tradiciji.
Tradicionalna narodna glazba Hrvata u Bosni i Hercegovini je uglavnom povezana sa sljedećim: gangom, klapskim pjevanjem, guslama, tamburicom i šargijom. Navedeni glazbeni oblici pjevanja i instrumenti su jedan od stožernih čimbenika hrvatske kulture i nacionalnog bića. Oni su izvorište životne radosti, vedrine, poštenih osjećaja i pjesništva. Uz njih se stoljećima rađalo, živjelo, pjevalo, guslilo, naposljetku i umiralo, a uz to su i znak prkosa tuđincu i njegovoj kulturi te su najviše obilježili 13. stoljeća hrvatske povijesti i slobodno se može reći da su očuvale hrvatski nacionalni identitet. 
Ganga, klapsko pjevanje i gusle su rasprostranjene u zapadnoj Hercegovini, ali se također u određenoj varijanti može naći i u zaleđu sjeverne Dalmacije, istočne Hercegovine i Bosne. Bolji poznavatelji gange kažu da je potekla iz Imotske krajine, tj. da su joj izvori u Imotsko-bekijskom polju. U korist ovome govore i svjedočenja starosjedilaca Ljubuškog i okolice koji kažu da je ganga u njihov kraj došla preko Posušja i Bekije. Prema tvrdnjama istraživača, ganga je, kao zaseban glazbeni oblik, relativno novija pojava, nastala polovicom 19. stoljeća. Podrijetlo gusala još nije pouzdano utvrđeno. Dvije teorije posebno se nameću: slavenska i ilirska. Slavenska teorija (kojoj se priklanja i najveći hrvatski muzikolog Franjo Kuhač) smatra da su Južni Slaveni tijekom seobe naroda donijeli gusle sa sobom na Balkan. Međutim, po ilirskoj teoriji gusle su ilirsko glazbalo kojeg Južni Slaveni primaju od Ilira.
Tambura (deminutiv tamburica) je narodni trzalački instrument. Ona je tradicionalna, a ne autohtona kulturna tekovina južnih Slavena i drugih naroda na Balkanu, a donijeli su je Turci u XIV. i XV. stoljeću. U Bosni i Hercegovini, najrasprostranjenija je u Bosanskoj Posavini i Središnjoj Bosni. Šargija na naše područje je stigla još u vrijeme Osmanskog Carstva, kada je bila jedan od najomiljenijih instrumenata bosanskih janjičara koji su svirali na instrumentu sličnom tamburi kao solisti samci pa je narod dao naziv tambura-samica, no ipak je prevladao turski naziv šargija. U modernijem obliku se svira uz violinu te se uz nju se pjevaju tzv. izvorne pjesme. Šargija je rasprostranjena u sjevernoj Bosni, prije svega u Bosanskoj Posavini te u žepačkom, šeherskom i komušanskom kraju pa sve do Olova i Vareša. Šargiju su većinom svirali i danas sviraju Hrvati iz tih krajeva, tako da je ona ostala prepoznatljiva kao simbol hrvatskog ponosa i prkosa i može se reći da je očuvala hrvatski nacionalni identitet u tim područjima.
Iz tog spoja tradicije i modernog razvila se u Bosni i Hercegovini poglavito zabavna glazba koju su u početku izvodili popularni vokalno-instrumentalni sastavi poput Indexa, Bijelog dugmeta, Ambasadora i dr. Zabavna glazba bila je glazba srednjeg sloja bosanskohercegovačkog građanstva i novih intelektualnih slojeva u društvu, koji su se htjeli osloboditi "ruralnog i nazadnog".
Najznačajniji predstavnici zabavne glazbe kod Hrvata u Bosni i Hercegovini su: Đorđe Novković, Željko Bebek i Jura Stublić a među novim zvijezdama ističu se: Mate Bulić, Ivan Mikulić, Mija Martina Barbarić, Ivana Marić, grupa Feminem i drugi. Iz Bosne i Hercegovine podrijetlo vuku i brojni drugi hrvatski glazbenici poput Krunoslava Kiće Slabinca, Ive Fabijana, Borisa Novkovića, Vesne Pisarović i drugih. Dva glavna festivala su Melodije Mostara i Etnofest Neum na kojima osim poznatijih hrvatskih glazbenika iz Bosne i Hercegovine, nastupa i velik broj glazbenika iz Hrvatske.

## Kulturna baština
Prisne veze s Dalmacijom zapažaju se osobito na spomenicima u Jajcu, tako dijelovi bogato skulptiranih fijala iz crkve sv. Marije, koje se prema nekim elementima mogu pripisati krugu Bonina iz Milana (1429.), a pobliže nepoznata zgrada na tvrđavi bila je ukrašena na način koji podsjeća na opus Andrije Alesija (1430. – 1504.).
Toranj sv. Luke je tipičan za specifično bosanski, ali i dalmatinski tradicionalizam. Podignut je između 1461. i 1463. godine kao građevina s romaničkim gabaritom, ali mu gotički prozor u prizemlju i ostri svodovi u unutrašnjosti otkrivaju pravu pripadnost. To je, uostalom, jedini originalni srednjovjekovni toranj u unutrašnjosti Balkanskog poluotoka.
U pogledu profane arhitekture osobito su značajne dvije kraljevske rezidencije: Bobovac i Jajce. U opremi Bobovca vidljiv je neposredan utjecaj mađarske dvorske umjetnosti kasnog XIV. i XV. stoljeća, dok je dvor u Jajcu izveden sav u oblicima dalmatinsko-mletačke kasne gotike. Na nekoliko objekata u Bobovcu zapaža se tzv. mekani stil Parlerove škole iz vremena oko 1400. godine, a među izvanredno lijepe spomenike spadaju nadgrobne ploče bosanskih vladara iz dvorske kapele.
Na tlu Bosne i Hercegovine sačuvano je iz vremena gotike više spomenika likovnih umjetnosti i umjetničkih obrta. Većina ih se čuva u franjevačkim samostanima Kraljeve Sutjeske, Kreševa i Fojnice. Bogati i literarno poznati inventar samostana u Srebrenici, Zvorniku, Olovu i Visokom, nepovratno je uništen u doba bečkog rata od 1683. do 1699. godine, a kreševska riznica je znatno oštećena u požaru samostana 1765. godine.
U Kraljevoj Sutjesci čuva se dio gotičkog krilnog oltara sa slikom "Poklonstvo kraljeva" na jednoj, a "Kristove muke" na drugoj plohi. Prva strana, dakle, pripada radosnom ciklusu i za prilike kada je oltar bio otvoren, a druga žalosnom ciklusu, kada su krila bila zatvorena. Majstor sutješkog preklopnog oltara potječe iz neke škole s jugoistoka Europe, možda iz Štajerske, a djelo je moguće datirati u rano XV. stoljeće. U istoj riznici čuva se još i lijepi srebreni kalež, iz druge polovice XIV. ili ranog XV. stoljeća. Dio srebrenog, gravurama ukrašenog kaleža iz Kreševa (nedostaje mu originalna čaša) doima se kao djelo iz istog vremena.
Srebreni pacifikal u Kreševu zanimljiv je zbog graviranih medaljona na krajevima krakova, u kojima su prikazane osobe odjevene tipično za XV. stoljeće. Kasnogotičke elemente odaje srebrena i pozlaćena kustodija, te srebrena kadionica u istoj riznici. Zlatna vitka kasnogotička pokaznica što se čuvala u riznici samostana na Šćitu u Rami, uništena je u požaru crkve za vrijeme Drugog svjetskog rata. Od nje se sačuvala samo fotografija. Velik broj kaleža kasnogotičkog stila u Kraljevoj Sutjesci, Fojnici i Kreševu moguće je tek jednim dijelom datirati u XV. stoljeće dok je drugi njihov dio bliži XVI., pa i početku XVII. stoljeća.
Od velikog kamenog križa s Glamočkog polja, danas u Zemaljskom muzeju, sačuvao se samo donji dio s nogama Isusa koje su prikovane jedna preko druge, a izvajane naturalistički, s pregibom svojstvenim gotici i kasnijim manirima. U polju proširenog postamenta prikazane su u visokom reljefu dvije osobe: lijeva od njih je veca i obučena u bogato naboranu, u pasu usko stegnutu haljinu, a pregrnuta otvorenom pelerinom. Druga figura je jednako obučena, samo što joj o pojasu na uzici visi predmet sličan torbi. U desnoj ruci ona drži sveti Gral, a u lijevoj otvoren svitak, možda evanđelje. Prema ikonografskim pravilima to su sv. Marija i sv. Ivan. Realistički tretirana odjeća podsjeća na način odijevanja koji je bio uobičajen u kasnom srednjem vijeku, zapravo posljednjim desetljećima XV. stoljeća, tako da se tu već osjeća dah rane renesanse. Istom vremenu pripada i brončano vjedro iz Kraljeve Sutjeske, otkriveno na Bobovcu, a koje svojim ukrasima podsjeća na Korvinovu renesansu.
Dva rukopisa su izuzetno vrijedna: Hvalov zbornik i Hrvojev misal. Oba su pisana u Splitu za potrebe hercega Donjih krajeva i kneza splitskog Hrvoja Vukčića Hrvatinića. Hvalov zbornik je hrvatski ćirilski rukopis na 353 lista pergamene, pisan 1404. godine u Splitu rukom krstjanina Hvala. Kodeks sadrži dijelove Biblije, neke apokrifne pjesme i manje teološke rasprave, a bogato je ukrašen minijaturama, zastavicama, inicijalima, pojedinačnim figurama, zaglavljima i portretima. 
Luksuznije opremljen od Hvalova zbornika je Hrvojev misal, pisan glagoljicom između 1405. i 1407. godine za crkvu sv. Mihovila u Splitu (ili Omišu). Pisao ga je pop glagoljaš Butko na 247 pergamentskih listova, a ilustrirao jedan od iluminatora Hvalova zbornika, koji se u ovom svom djelu izrazitije predstavlja kao učenik neke toskanske gotičke radionice kasnog XIV. stoljeća. Njegovo su djelo alegorije mjeseci, simbolični prikazi na počecima tekstova o muci Kristovoj i likovi svetaca. Inicijali su ukrašeni lisnatim viticama, te glavama apostola i Isusa. Slike su izvedene vrlo živom crvenom, zelenom i modrom bojom, uz pozlatu nekih mjesta. Crteži su jasni, a pokreti figura prirodni. Među simbolima evanđelista osobito se ističe lav sv. Marka, a glava sv. Ivana data je realistički, što je osobitost firentinske škole. Na jednoj cijeloj stranici prikazan je donator Hrvoje na konju, opremljen na način talijanskih vitezova XIV. stoljeća.
Posebni dio kulturne baštine Hrvata Bosne i Hercegovine čine mnogobrojna umjetnička djela nastala na tlu Hrvatske po narudžbi bosanskohercegovačke vlastele. Uz Hrvojev misal, u tu kategoriju ulaze posebno raškosna djela izrađena u plemenitim kovinama (srebru i zlatu), među kojima se, uz kaleže i moćnike bana Bosne Šubića i hercegovačkog vojvode Hranića, posebno ističe monumentalna škrinja sv. Šimuna, napravljena po narudžbi Elizabete Anžuvinske, kćeri bana Stjepana Kotromanića. Većina tih radova čuva se u samostanima i crkvama Zadra i Nina.
Posebnu skupinu čine katolički franjevački samostani sa svojim čuvenim knjižnicama, galerijama, muzejima, ljekarnama i učionicama. U srednjoj Bosni glasoviti su samostani u Kraljevoj Sutjesci, Kreševu, Fojnici, Gučoj Gori, zatim samostani Petrićevac i Marija Zvijezda kraj Banje Luke, Tolisa i Plehan u Bosanskoj Posavini, širokobriješki samostan u Hercegovini pa samostani u Sarajevu, Gorici kraj Livna, Mostaru i drugdje. Kasnije katedrale koje nastaju uspostavom redovne crkvene organizacije odnosno osnivanjem triju biskupija 1881. godine nemaju tako veliku kulturno-povijesnu vrijednost kakvu imaju spomenuti franjevački samostani.

## Obrazovanje
Ognjišta najranije pismenosti bili su samostani, među kojima su se posebno isticali Kreševo, Fojnica, Kraljeva Sutjeska i Tolisa, a kasnije i samostani u Hercegovini (Humac i Široki Brijeg). Najstarije samostanske škole spominju se vrlo rano, 1655. godine navodi se da postoje škole u samostanima u Kreševu, Rami, Fojnici, Modriči, Srebrenici, Tuzli i Visokom. Ne zna se je li bilo i koliko djece u ovim školama koja se nisu pripremala za svećenički poziv. Međutim, i bez obzira na to tko su sve bili učenici u samostanskim školama, te škole su predstavljale izvor tadašnje pismenosti među bosanskohercegovačkim Hrvatima. Za hrvatsko osnovno školstvo u Bosni i Hercegovini za vrijeme Turaka, najviše zasluge pripadaju Ivanu Franji Jukiću i Grgi Martiću, koji su škole osnivali, pomagali i u njima predavali. Franjevci su bili učitelji i pisci udžbenika.
Od 1872. godine osnivaju osnovne škole u više mjesta u BiH i školske sestre franjevke Krista Kralja. Njihove su škole bile dobro stručno organizirane. Nasuprot franjevačkim, koje nisu imale ustaljene nastavne planove i programe, škole časnih sestara su radile prema nastavnim planovima i programima tadašnjih škola u Hrvatskoj, odkud se i nabavljaju udžbenici. Također, dok je za najveći dio broj franjevaca školski rad bio sporedan, časnim sestrama to je bilo glavno zanimanje i imale su završenu učiteljsku školu u Hrvatskoj. Njihova je nastava vođenda metodski i stručno, pa su hrvatske katoličke osnovne škole u Bosni i Hercegovini pri kraju turskog i početkom austrougarskog perioda u organizacijskom i nastavnom pogledu bile na nivou tadašnjeg osnovnog školstva u naprednijim krajevima.
Obrazovni sustav prije rata u Bosni i Hercegovini je dominantno bio orijentiran prema mješavini nacionalnih kultura uz potiskivanje hrvatskog indentiteta ili na štetu hrvatskih interesa. To se ostvarivalo na različite načine: udžbenicima, koji nisu uvažavali standarde hrvatskog jezičnog izraza u svim predmetima osnovnog i srednjeg obrazovanja te dovođenjem učitelja, nastavnika i profesora iz drugih područja bivše Jugoslavije na područja s većinskim hrvatskim stanovištvom, posebno do sredine 1960-ih godina, koji su imali zadaću da mlade naraštaje odgajaju odnarodnjavanju i usade im otklon od kulturnog i jezičnog izraza naroda kojem pripadaju. 
Osnivanjem Hrvatske zajednice Herceg-Bosne početkom rata u Bosni i Hercegovini, a kasnije Hrvatske Republike Herceg-Bosne, na područjima na kojima su Hrvati u većini organizira se nastava u osnovnim i srednjim školama po hrvatskim nastavnim planovima i programima, uz dominantno korištenje udžbenika iz Republike Hrvatske. Poslije se prišlo izradi udžbenika za hrvatske nastavne planove i programe u Bosni i Hercegovini koristeći stručnjake iz Hrvatske i iz Bosne i Hercegovine na zajedničkim projektima. Kad se govori o hrvatskim nastavnim planovima i programima, to nisu nastavni planovi i programi Republike Hrvatske nego hrvatski nastavni planovi i programi u Bosni i Hercegovini, gdje korištenje iskustava i rješenja Republike Hrvatske nije isključeno. Učenicima drugih nacionalnosti omogućavao se odgoj i obrazovanje po nastavnim planovima i programima nacionalnostima kojima pripadaju. To se ostvarivalo različim organizacijskim oblicima, ovisno o broju učenika za koje se takva nastava organizirala. 
Na područjima koji nisu bili pod kontrolom Hrvatske Republike Herceg-Bosne učenicima hrvatske nacionalnosti nije omogućeno obrazovanje po hrvatskim nastavnim planovima i programima. U isto vrijeme Univerzitet Džemal Bijedić u Mostaru postaje Sveučilište u Mostaru sa službenim hrvatskim jezikom i do sada je jedino takvo sveučilište u Bosni i Hercegovini. Daytonskim sporazumom obrazovanje, od predškolskog do visokog, prelazi u nadležnosti Republike Srpske u Republici Srpskoj a u Federaciji Bosne i Hercegovine prelazi isključivo na županije. Takvim rješenjem u Federaciji Bosne i Hercegovine formalno je omogućeno nastavak nastave u osnovim i srednjim školama u tri županije s većinskim hrvatskim stanovništvom (Zapadnohercegovačka, Hercegbosanska i Posavska županija) i dvije županije s većinskim mješovitim hrvatsko-bošnjačkim stanovništvom (Hercegovačko-neretvanska županija i Županija Središnja Bosna). Županije u Federaciji BiH stoga imaju potpune ustavne i zakonske ovlasti na području obrazovanja i školstva, kao i općine, u skladu sa Zakonom o lokalnoj samoupravi, čije većinsko stanovništvo po nacionalnoj strukturi nema nacionalnu većinu u županiji (npr. općine Žepče i Usora).
U područjima Bosne i Hercegovine s većinskim bošnjačkim i srpskim stanovištvom, u kojima su Hrvati povijesno ukorijenjeni postoje katolički školski centri koji izvode nastavu po vlastitom nastavnom planu i programu koji je izrađen i prihvaćen na seminaru djelatnika katoličkih školskih centara u Neumu 1997. godine te koji je sličan hrvatskom nastavnom planu i programu. Takvi katolički školski centri postoje u gradovima: Sarajevu, Zenici, Tuzli, Travniku, Banjoj Luci, Bihaću i Žepču. Katolički školski centri se većinom sastoje od osnovne škole, a ponekad i tehničko-obrtničke škole. Franjevačka provincija Bosna Srebrena ima tri vlastite odgojno-obrazovne ustanove: Franjevačku klasičnu gimnaziju u Visokom, Franjevački novicijat na Gorici kod Livna i Franjevačku teologiju, visokoškolsku ustanovu u Sarajevu.
U županijama Federacije Bosne i Hercegovine mogu postojati međusobno usklađeni obrazovni sustavi, standardi, nastavni plan i program na hrvatskom, bošnjačkom i srpskom jeziku, kao i na jezicima nacionalnih manjina, koji poštuju nacionalnu jednakopravnost te jezičnu, tradicijsku, kulturnu i obrazovnu posebnost. Nastavni plan i program na hrvatskom jeziku za devetogodišnje osnovne škole u Bosni i Hercegovini utemeljen je na Ustavu i zakonima BiH o jednakopravnosti triju konstitutivnih naroda i pravima nacionalnih manjina. Utemeljen je također na federalnom Ustavu i županijskom školskom zakonodavstvu. Njime se samo ostvaruju i promoviraju prava pripadnika hrvatskoga naroda da ima obrazovanje, planove, programe i udžbenike na svome hrvatskom jeziku.
U sklopu Sveučilišta u Mostaru djeluju sljedeći znanstvenoistraživački instituti: Ekonomski institut, Institut za građevinarstvo, Institut za hrvatski jezik književnost i povijest, Institut za latinitet, Institut za strojarstvo, Pravni institut, Institut za društvena istraživanja, Institut za istraživanje i razvoj na kršu. Hrvatski leksikografski institut BiH objavio je Hrvatsku enciklopediju Bosne i Hercegovine, koja je svojevrsni hrvatski pogled na Bosnu i Hercegovinu te prva opća i nacionalna (hrvatska) enciklopedija u BiH. Zavod za školstvo u Mostaru vodi stručnu promociju predškolskoga, osnovnoga i srednjoškolskoga odgoja i obrazovanja hrvatskoga naroda u Bosni i Hercegovini. Zavod je u tome bitna ustanova i važna podrška županijskim ministarstvima obrazovanja. Hrvatsko kulturno društvo Napredak je udruga bosanskohercegovačkih Hrvata. Osnovni cilj Napretka je očuvanje i jačanje hrvatske nacionalne svijesti u BiH. Taj cilj se nastoji ostvariti promicanjem hrvatskog jezika i kulture, poticanjem obrazovanja i suradnjom s vjerskim ustanovama.

## Šport
Riječ šport nekad je označavala svaku igru i zabavu. Tradicionalni športovi su nekada bili jedan od glavnih događanja na selu kod Hrvata u Bosni i Hercegovini. Pored bacanja kamena s ramena napose po dernecima uz crkvu ili pored groblja kada je bio blagoslov polja, tu su: potezanje klipa, skok s mjesta u dalj, potezanje konopa, klisanje, loptanje, igra ćuraka, škole, mice, dugmeta, piljaka, ćore babe i bake kao i drugi način zabavljanje, kako što su sjela uz priču, pjesmu i rad. U bogatoj seoskoj tradiciji mnogi stari športovi su već pomalo i zaboravljeni, ali danas ponovno ožive na pojedinim društvenim događanjima u područjima koja naseljavaju bosanskohercegovački Hrvati te motiviraju mlade da ih sačuvaju od zaborava i u njima uživaju.
U mostarskoj staroj gimnaziji (Gimnazija Mostar) koja je počela djelovati kao škola već 1897. godine, začeo se i nogomet i košarka pa je značaj ove legendarne institucije za razvoj ne samo športa, od presudne važnosti za grad Mostar i čitavu regiju. Prva nogometna lopta u BiH je donesena u Mostar iz Budimpešte. Bilo je to 1903. godine. Na igralištu mostarske stare gimnazije (Gimnazija Mostar), već 1925. godine se igrala košarka, što zvuči nevjerojatno, ali je povijesno utemeljeno i istinito. Dakle, tradicija košarkaškog sporta u Mostaru je duga preko 80 godina, što je u europskim okvirima vrijedno divljenja. Uzimajući u obzir tu činjenicu, lako je zaključiti, da je Mostar postao prvi grad u Bosni i Hercegovini, a i šire, gdje se počela igrati košarka.
Tijekom prve polovice XX. stoljeća, Hrvati u većim gradovima Bosne i Hercegovine pri kulturnim društvima i radničkim zadrugama osnivaju športska društva, prije svega nogometne klubove, kao posebne odjele tih društava i zadruga. Tako Hrvati Mostara osnivaju Gimnazijalni nogometni klub Zrinjski 1905. godine, Hrvati Sarajeva osnivaju Sarajevski amaterski športski klub 1910. godine, a Hrvati Banje Luke Nogometni klub Hrvoje. Već tada osnovana športska društva dala su velik doprinos stvaranju zajedništva i afirmaciji Hrvata u Bosni i Hercegovini, njihove povijesti, kulture i svih drugih relevantnih vrijednosti. Navedeni klubovi igrali su istaknutu ulogu u svim natjecanjima u kojima su sudjelovali, posebice SAŠK koji je najveće uspjehe postigao u sezonama 1923. (viceprvak) i 1924. (trećeplasirani), a godine 1944. nogometno prvenstvo Nezavisne Države Hrvatske nije završeno. U završnici prvenstva su se trebali susresti HAŠK iz Zagreba i SAŠK iz Sarajeva, ali je susret završnice otkazan zbog ratnog stanja. Negdje na tim podatcima završava se nedovoljno poznata, u dokumentima nedostatna, povijest hrvatskih nogometnih klubova u Bosni i Hercegovini jer je 1945. godine nova narodna vlast zabranila svim kulturnim i športskim udrugama s nacionalnim predznakom obnovu rada.
U razdoblju socijalističke Jugoslavije, športaši hrvatske nacionalnosti igrali su većinom u klubovima koji su se nalazili u regijama s većom hrvatskom prisutnošću ili njihovom ukorijenjenošću poput zapadne Hercegovine, jugozapadne Bosne, Bosanske Posavine, središnje Bosne i dijelova istočne Hercegovine. Što se tiče većih klubova koji su dugi niz godina igrali u Prvoj nogometnoj ligi SRFJ kao što su Željezničar, Sarajevo, Velež, Čelik i Sloboda, tu su također hrvatski nogometaši dali velik doprinos. Najpoznatiji igrači hrvatske nacionalnosti koji su nastupali za klubove iz Bosne i Hercegovine u Prvoj jugoslavenskoj ligi su: Ivica Osim, Josip Bukal, Josip Katalinski, Nikola Nikić, Mario Stanić, Miroslav Blažević, Miroslav Brozović, Davor Jozić, Franjo Vladić, Ivan Ćurković, Blaž Slišković, Vlado Slišković, Josip Musa, Boro Primorac, Ivica Barbarić, Goran Jurić, Predrag Jurić, Jadranko Topić, Marijan Bloudek i Ivan Cvjetković.
Hrvati Bosne i Hercegovine su prvi tijekom rata i poslijeraća u Bosni i Hercegovini osnovali vlastita športska ligaška natjecanja za svoje klubove jer su u to vrijeme športska natjecanja su bila podijeljena po nacionalnoj osnovi, tako da su u Bosni i Hercegovini Hrvati, Bošnjaci i Srbi svaki za sebe igrali svoje nacionalne lige. Nogometna reprezentacija Herceg-Bosne je odigrala svoju jedinu utakmicu s najboljom vrstom Paragvaja,  21. travnja 1996. godine u glavnom gradu Paragvaja, Asunciónu. Tu utakmicu NS Paragvaja priznaje kao službenu, čak je i FIFA vodi takvom, samo je ne priznaje NS BiH. Utakmicu je Paragvaj dobio s 3:0 (1:0), a za Herceg-Bosnu su nastupili: Dukić, Skoko, Kordić, Babić, Bubalo, Matan, Ravlić, Musa, Bogdan, Marinović, Marušić (još su igrali Sušac, Bartolović). Izbornik: Branko Međugorac. Najuspješniji hrvatski nogometni klubovi u jedinstvenoj Premijer ligu Bosne i Hercegovine su Zrinjski i Široki Brijeg, koji su do sada dva puta osvojili naslov prvaka države. Po prvi put u svojoj povijesti Široki je postao prvak Bosne i Hercegovine u sezoni 2003./04., a navedeni uspjeh je ponovljen u sezoni 2005./06. Zrinjski po prvi put u povijesti grada na Neretvi, na svoju stotu obljetnicu postojanja donosi titulu prvaka države u sezoni 2004./05., a navedeni uspjeh je ponovljen u sezoni 2008./09. Nogometni kup Bosne i Hercegovine od hrvatskih nogometnih klubova u BiH osvojili su: Orašje (2005./06.), Široki Brijeg (2006./07.) i Zrinjski (2007./08.).
Hrvatski košarkaški klub Široki je krenuo u natjecanje u okviru Košarkaškog saveza Herceg-Bosne, te se polako vraćao se na nekadašnje staze uspjeha, a poslije je postao jedan od najuspješnijih klubova u državi.
U sezoni 1997./1998. Široki je postao prvak Herceg-Bosne, a nakon toga i osvajač prvoga doigravanja za prvaka Bosne i Hercegovine i pobjednik Kupa Bosne i Hercegovine. Veliki rezultati Širokog stigli su tek useljenjem kluba u novu modernu športsku dvoranu na Pecari. Klub je sedmerostruki prvak BiH i sedmerostruki pobjednik Kupa BiH uz zapažene nastupe na međunarodnim natjecanjima, prije svega u regionalnoj Jadranskoj ligi. HKK Široki je sudjelovao i u prestižnim europskim klupskim natjecanjima, Kupu Raymonda Saporte, Kupu Radivoja Koraća, FIBA Champions kupu i FIBA Europe ligi. Košarka bosakohercegovačkih Hrvata, kao i nogomet, dala je velik broj uspješnih jugoslavenskih, hrvatskih i bosanskohercegovačkih košarkaša, od kojih su najpoznatiji: Franjo Arapović, Marko Batina, Stanko Barać, Josip Bilinovac, Bojan Bogdanović, Matej Mamić, Damir Markota, Damir Mršić, Damir Mulaomerović, Zoran Planinić, Vedran Princ, Ivan Ramljak, Jasmin Repeša, Robert Rikić, Marin Rozić, Andrija Stipanović, i Goran Suton.
Osim nogometa i košarke, dva najpopularnija športa, popularni su i rukomet, tenis, šah, boćanje, kuglanje i dr. Ti su športovi zastupljeni kroz ligaška natjecanja Herceg-Bosne u ostalim športovima. Tu treba istaknuti Prvu rukometnu ligu Rukometnog saveza Herceg-Bosne, Prvu šahovsku ligu Herceg-Bosne, Prvenstvo Herceg-Bosne u boćanju, Prvenstvo Herceg-Bosne u kuglanju i druge. Tenis bosanskohercegovačkih Hrvata je iznjedrio okosnicu Hrvatske teniske reprezentacije, velika svjetska imena kao što su Ivan Ljubičić i Marin Čilić. Prestankom ratnih opasnosti klub pod imenom Hrvatski rukometni klub Izviđač 1994. godine obnavlja svoje djelovanje. Međutim, klub svoj procvat u organizaciji i radu dobiva 1995. godine i nakon toga osvaja sve rukometne kupove i prvenstva Rukometnog saveza Herceg-Bosne osim prvog poslijeratnog prvenstva. U razdoblju od 1994. do 2001. godine, Izviđač je 8 puta osvajao Prvu rukometnu ligu Rukometnog saveza Herceg-Bosne, a Rukometni kup Herceg-Bosne 9 puta.
Izviđač je četverostruki rukometni prvak Bosne i Hercegovine, u sezonama 1999./00., 2001./02., 2003./04. i 2004./05. i dvostruki pobjednik Rukometnog kupa BiH, u sezonama 1998./99. i 2001./02. Klub je redovito nastupao i na europskoj sceni: City kup 1998., EHF kup 1999., Kup Prvaka 2000., Challenge kup 2001., Liga prvaka i EHF kup 2002., EHF kup 2003. godine, Liga prvaka i Kup pobjednika Kupova 2004., Liga prvaka 2005., EHF kup 2006. i Challenge kup 2007. godine. Osobito je uspješan, medijski i rezultatski,  nastup rukometaša Izviđača u utakmicama s najslavnijim europskim momčadima: Barcelonom, Realom i Kielom. Hrvatski rukomet u Bosni i Hercegovini dao je Hrvatskoj rukometnoj reprezentaciji velika svjetska imena, kao što su: Ivano Balić, Slavko Goluža, Božidar Jović, Denis Buntić, Vlado Šola, Venio Losert i Mirko Alilović.

## Srodni članci
- Hrvati Bosne i Hercegovine
- Katoličanstvo u Hrvata Bosne i Hercegovine
- Umjetnost Hrvata Bosne i Hercegovine
- Hrvatska književnost u Bosni i Hercegovini
- Hrvatska glazba u Bosni i Hercegovini
- Hrvatska kulturna baština u Bosni i Hercegovini
- Hrvatski obrazovni sustav u Bosni i Hercegovini
- Hrvatski šport u Bosni i Hercegovini
- Povijest Hrvata Bosne i Hercegovine
- Etnologija Hrvata Bosne i Hercegovine
- Demografska povijest Hrvata Bosne i Hercegovine
- Simboli Hrvata Bosne i Hercegovine